# Amplitúdódiszkriminátor
Az amplitúdódiszkriminátor egy olyan áramkör, amivel frekvenciamodulált jelet lehet demodulálni.
Az FM-AM átalakítás elvén működik, ellenütemű félrahangolt rezgőkörökkel van megvalósítva.

## Felépítése[1]
P1 - P2 kapocs: az amplitúdódiszkriminátor bemenete, P1 -en a jel, P2-n a földpotenciál
A C2 kondenzátor egy leválasztókondenzátor, értéke nem kritikus, a vivőfrekvencián kis impedanciája legyen.
A C1-R1-L1 egy RLC rezgőkör, ami a bemeneti jel középfrekvenciára letranszponált vivőfrekvenciájára van hangolva. A C1-L1 tagok végzik a hangolást, az R1 ellenállás pedig lerontja a rezgőkört, ezáltal megnövelve a rezgőkör sávszélességét. A rezgőkör jóságát olyan mértékben kell csökkenteni, hogy a feldolgozandó csatorna frekvenciatartományának minden pontján hasonló mértékű legyen a rezonanciája. Egy FM rádió hangcsatornája általában 180 kHz szélességű, vagyis az amplitúdódiszkriminátornak ilyen széles frekvenciatartományt kell átfognia.
A bemeneti rezgőkör az L1 tekercsen keresztül induktív csatolásban van két félrehangolt rezgőkörrel:
- az egyik rezgőkört az L2-C3 tagok alkotják, és a csatorna frekvenciatartományának legnagyobb frekvenciájára van hangolva.
- a másik rezgőkört L3-C4 tagok alkotják, és a csatorna frekvenciatartományának legkisebb frekvenciájára van hangolva.

{\displaystyle \Delta f={\frac {f_{BW}}{2}}}
{\displaystyle f_{L2-C3}=f_{0}+\Delta f}
{\displaystyle f_{L3-C4}=f_{0}-\Delta f}
- fBW - csatornasávszélesség
- f0 - a modulálatlan vivőjel frekvenciája
- Δf - a frekvenciamodulált vivő maximális kitérése a modulálatlan vivő frekvenciájához viszonyítva
- FL2-C3 - az L2-C3 rezgőkör rezonanciafrekvenciája
- FL3-C4 - az L3-C4 rezgőkör rezonanciafrekvenciája

Ha a bemeneten az f0 modulálatlan vivőfrekvencia van, akkor a rendszer egyensúlyban van, mindkét félrehangolt rezgőkörben ugyanakkora feszültség indukálódik.
Ha a frekvenciamoduláció során a bemeneten a frekvencia pillanatnyi értéke csökken, akkor az L3-C4 rezgőkörön megnő a feszültség, az L3-C3-on pedig lecsökken. A kimeneten negatív feszültség jelenik meg.
Ha a frekvenciamoduláció során a bemeneten a frekvencia pillanatnyi értéke megnő, akkor az L3-C4 rezgőkörön lecsökken a feszültség, az L3-C3-on pedig megnő. A kimeneten pozitív feszültség jelenik meg.
Belátható, ha a bemeneten szinuszos jellel modulált vivő van, akkor a kimeneten szinuszos jel jelenik meg.